# Action Comics
Pour les articles homonymes, voir Action.
Action Comics est un comic book américain dont le premier numéro paraît en avril 1938. C'est dans ce premier numéro qu'est apparu le personnage de Superman, le premier véritable super-héros. Le comics présentait alors plusieurs autres séries avec des personnages plus classiques. Son éditeur fut d'abord connu sous le nom de Detective Comics, Inc., puis comme National Comics et National Periodical Publications, avant de prendre son nom courant, DC Comics, actuellement une filiale de Warner Bros. Discovery.

## Première apparition de Superman
En 1937, Sheldon Mayer, un jeune dessinateur, présente à son patron, Max Gaines, le créateur du comic book, des strips présentant les aventures d'un personnage doté de pouvoirs surhumains, Superman. Gaines est convaincu que ce personnage peut être un succès mais pas dans un comic strip car le dessin et le scénario sont loin des standards des séries de l'époque. Aussi propose-t-il aux deux créateurs, Jerry Siegel et Joe Shuster, de reprendre leur projet pour l'adapter au format comic book. Ceci fait, il présente les planches à Harry Donenfeld, l'un des deux patrons de National Allied Publications, qui, bien que dubitatif sur la valeur de l'histoire, fait confiance à Gaines. C'est en avril 1938, que sort donc le premier numéro d'Action Comics dont la couverture représente Superman soulevant une voiture au-dessus de criminels. Le personnage dynamique de l'« Homme d'acier » (« The Man of Steel » en anglais) rencontre un succès immédiat. Cette première histoire compte 13 pages. Pour compléter ce premier numéro on trouve Zatara, un magicien ; Chuck Dawson, un western ; Sticky-Mitt Stimson, une série humoristique ; The adventures of Marco Polo ; Pep Morgan, un boxeur ; Scoop Scanlon qui suit les aventures d'un reporter ; Tex Thomson, une série d'aventures. Ce premier numéro est tiré à 130 000 exemplaires. Le comics se vend très bien mais DC n'en connaît pas tout de suite la raison et Superman n'apparaît pas sur les couvertures des numéros suivants. C'est seulement après quatre mois que la maison d'édition comprend que c'est Superman qui attire les lecteurs. À partir du septième numéro, Superman est de nouveau sur la couverture du comics. 
Action Comics est rapidement suivi d'une série consacrée à Superman, et par une pléiade d'autres comics dédiés aux super-héros costumés.

## Autres héros
À l'origine, Action Comics était une anthologie regroupant aussi d'autres aventures que celles de Superman. Zatara, un magicien, a ainsi eu ses propres histoires dans les premiers numéros (Zatanna, une héroïne des années 1960, est la fille de Zatara). Parfois des histoires plus comiques étaient présentées, comme celles de Hayfoot Henry, un policier faisant des rimes. Progressivement la taille des numéros se réduit, l'éditeur ne voulant pas augmenter le prix d'origine de 10 cents, et la revue comporte moins d'histoires. Pendant un temps, Congo Bill et Tommy Tomorrow restent les seules séries de la publication en dehors de Superman (Congo Bill échangea son corps avec celui d'un gorille et ses aventures furent renommées Congorilla). L'introduction de Supergirl dans le numéro #252 de mai 1959, sur un scénario d'Otto Binder signe la fin des aventures non liées à Superman. Depuis lors, Action Comics est resté un comic entièrement consacré à Superman, même si quelques autres séries ont pu y être publiées occasionnellement.
Brainiac 5 apparait dans le numéro 276 en mai 1961.

## De nos jours
En 2018, Action Comics est toujours publié, ayant dépassé les 1 000 numéros. À cette occasion, le numéro adopte un format de 93 pages dont 12 couvertures alternatives officielles. Des couvertures variantes supplémentaires sont disponibles en magasin, certaines étant exclusives. Le numéro est découpé en plusieurs histoires indépendantes mettant à l'honneur l'histoire du personnage de Superman. 
Action Comics est le comic book américain ayant la numérotation la plus élevée et est le deuxième plus ancien de l'histoire derrière Detective Comics. Pourtant, il ne peut pas prétendre avoir eu une publication ininterrompue puisque la publication fut suspendue pendant trois mois à deux reprises : en 1986 (les sorties régulières de Superman s'interrompirent à la sortie de la mini-série de John Byrne) et en 1992 (à la suite des épisodes « La mort de Superman » et « Funérailles d'un ami » - « Death of Superman » et « Funeral for a Friend »). En 1988, DC Comics a essayé en vain de passer du format comic-book mensuel à une anthologie hebdomadaire, avant de faire machine arrière moins d'un an après. Une autre exception à la stricte parution mensuelle consista en rééditions géantes des aventures des années 1960 de Supergirl (publiées comme le 13e numéro annuel). En août 2011, la série est arrêtée pour reprendre le mois suivant avec un nouveau n°1. La numérotation d'origine reprendra 6 ans plus tard, en juin 2017, lors du lancement l'ère DC Rebirth.
Le 24 août 2014, un exemplaire du premier numéro d'Action Comics a été échangé au prix de 3 207 852 dollars sur eBay, établissant ainsi le record mondial de prix de vente pour une bande dessinée.
Le 6 avril 2021, un autre exemplaire du premier numéro d'Action Comics fut vendu au prix de 3 250 000 dollars par la compagnie ComicConnect, battant l'ancien record de vente du 24 août 2014. Cet exemplaire est gradé 8.5 par la compagnie de gradation de comic books CGC et est en moins belle condition de conservation que l'exemplaire de 2014 étant gradé 9.0 par cette même compagnie.